# Sébastien Ogier
Sébastien Ogier (n. 17 decembrie 1983, Gap, Provence-Alpes-Côte d'Azur, Franța) este un pilot francez de raliuri, care în prezent evoluează pentru echipa Toyota Gazoo Racing în World Rally Championship, în echipă cu co-pilotul  Vincent Landais. El este actualul campion al Campionatului Mondial de Raliuri printre piloți, câștigând titlul în 2018. Cu 44 de victorii în World Rally Championship și 6 titluri WRC, el este al doilea cel mai de succes pilot francez din WRC după fostul coechipier de la Citroën WRC Sébastien Loeb (9 titluri). Ogier este căsătorit cu prezentatoarea TV germană Andrea Kaiser. Acesta piloteaza in anul 2019 un Citroën C3 WRC.

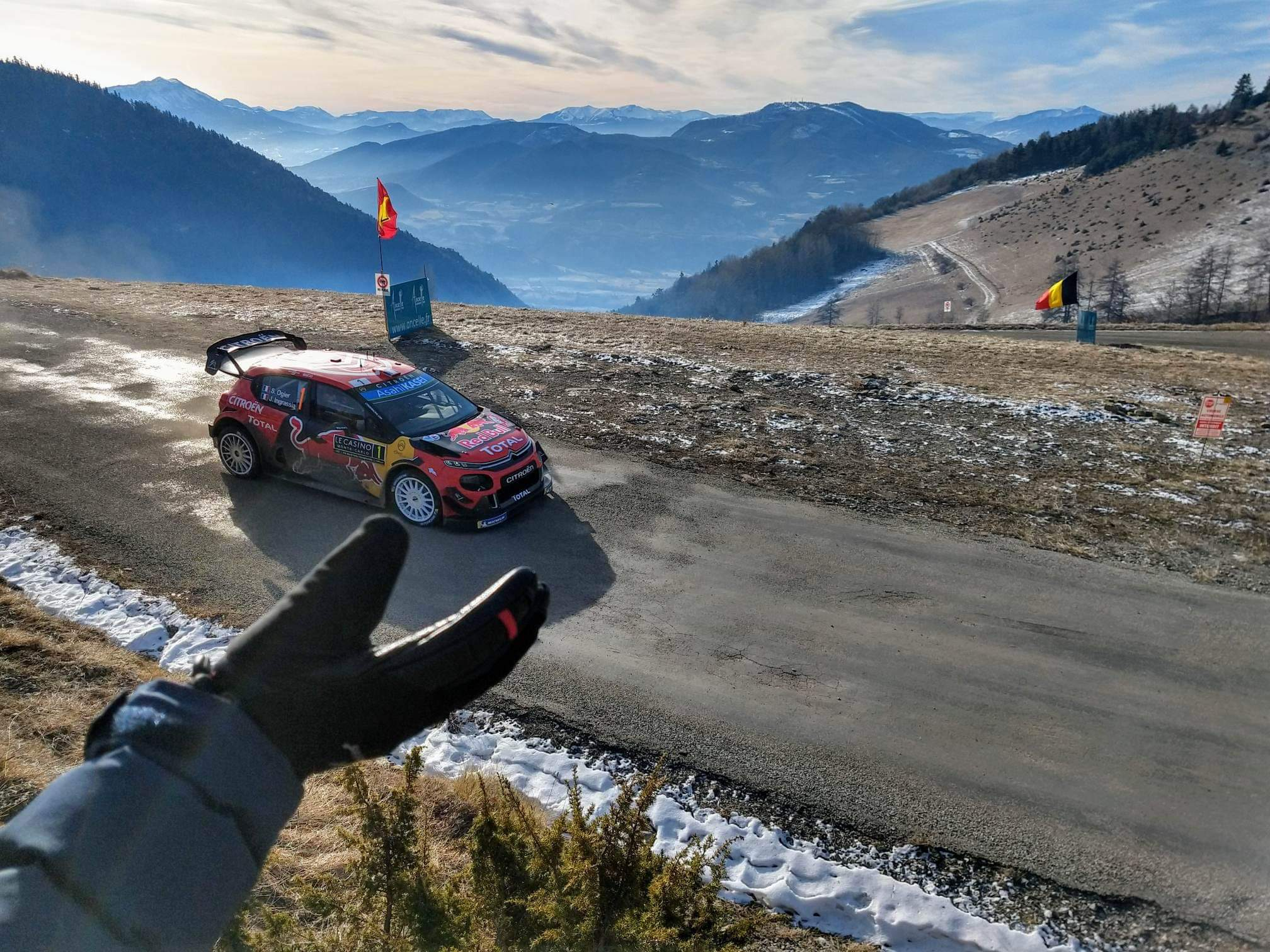
Citroën C3 WRC

## Statistici

### Titluri
| Sezon | Titlu                       | Bolid                 |
| ----- | --------------------------- | --------------------- |
| 2007  | French 206 Cup              | Peugeot 206           |
| 2008  | Junior World Rally Champion | Citroën C2 S1600      |
| 2013  | World Rally Champion        | Volkswagen Polo R WRC |
| 2014  | World Rally Champion        | Volkswagen Polo R WRC |
| 2015  | World Rally Champion        | Volkswagen Polo R WRC |
| 2016  | World Rally Champion        | Volkswagen Polo R WRC |
| 2017  | World Rally Champion        | Ford Fiesta WRC       |
| 2018  | World Rally Champion        | Ford Fiesta WRC       |
| 2020  | World Rally Champion        | Toyota Yaris WRC      |

### Victorii

#### Victorii în WRC
| #  | Evenimet                                 | Sezon | Co-pilot         | Bolid                 |
| -- | ---------------------------------------- | ----- | ---------------- | --------------------- |
| 1  | 44º Vodafone Rally de Portugal           | 2010  | Julien Ingrassia | Citroën C4 WRC        |
| 2  | 6th Rally Japan                          | 2010  | Julien Ingrassia | Citroën C4 WRC        |
| 3  | 45º Vodafone Rally de Portugal           | 2011  | Julien Ingrassia | Citroën DS3 WRC       |
| 4  | 29th Jordan Rally                        | 2011  | Julien Ingrassia | Citroën DS3 WRC       |
| 5  | 57th Acropolis Rally                     | 2011  | Julien Ingrassia | Citroën DS3 WRC       |
| 6  | 29. ADAC Rallye Deutschland              | 2011  | Julien Ingrassia | Citroën DS3 WRC       |
| 7  | Rallye de France-Alsace                  | 2011  | Julien Ingrassia | Citroën DS3 WRC       |
| 8  | 61st Rally Sweden                        | 2013  | Julien Ingrassia | Volkswagen Polo R WRC |
| 9  | 27° Rally Guanajuato México              | 2013  | Julien Ingrassia | Volkswagen Polo R WRC |
| 10 | 47° Rally de Portugal                    | 2013  | Julien Ingrassia | Volkswagen Polo R WRC |
| 11 | 10° Rally di Sardegna                    | 2013  | Julien Ingrassia | Volkswagen Polo R WRC |
| 12 | 63rd Neste Oil Rally Finland             | 2013  | Julien Ingrassia | Volkswagen Polo R WRC |
| 13 | 22nd Rally Australia                     | 2013  | Julien Ingrassia | Volkswagen Polo R WRC |
| 14 | Rallye de France-Alsace                  | 2013  | Julien Ingrassia | Volkswagen Polo R WRC |
| 15 | 49º Rally RACC Catalunya – Costa Daurada | 2013  | Julien Ingrassia | Volkswagen Polo R WRC |
| 16 | 69th Wales Rally GB                      | 2013  | Julien Ingrassia | Volkswagen Polo R WRC |
| 17 | 82ème Rallye Automobile Monte-Carlo      | 2014  | Julien Ingrassia | Volkswagen Polo R WRC |
| 18 | 28° Rally Guanajuato México              | 2014  | Julien Ingrassia | Volkswagen Polo R WRC |
| 19 | 48° Vodafone Rally de Portugal           | 2014  | Julien Ingrassia | Volkswagen Polo R WRC |
| 20 | 11° Rally di Sardegna                    | 2014  | Julien Ingrassia | Volkswagen Polo R WRC |
| 21 | 71st LOTOS Rally Poland                  | 2014  | Julien Ingrassia | Volkswagen Polo R WRC |
| 22 | 23rd Coates Hire Rally Australia         | 2014  | Julien Ingrassia | Volkswagen Polo R WRC |
| 23 | 50º Rally RACC Catalunya – Costa Daurada | 2014  | Julien Ingrassia | Volkswagen Polo R WRC |
| 24 | 70th Wales Rally GB                      | 2014  | Julien Ingrassia | Volkswagen Polo R WRC |
| 25 | 83ème Rallye Automobile Monte-Carlo      | 2015  | Julien Ingrassia | Volkswagen Polo R WRC |
| 26 | 63rd Rally Sweden                        | 2015  | Julien Ingrassia | Volkswagen Polo R WRC |
| 27 | 29° Rally Guanajuato México              | 2015  | Julien Ingrassia | Volkswagen Polo R WRC |
| 28 | 12° Rally d'Italia Sardegna              | 2015  | Julien Ingrassia | Volkswagen Polo R WRC |
| 29 | 72nd LOTOS Rally Poland                  | 2015  | Julien Ingrassia | Volkswagen Polo R WRC |
| 30 | 33. ADAC Rallye Deutschland              | 2015  | Julien Ingrassia | Volkswagen Polo R WRC |
| 31 | 24th Coates Hire Rally Australia         | 2015  | Julien Ingrassia | Volkswagen Polo R WRC |
| 32 | 71st Wales Rally GB                      | 2015  | Julien Ingrassia | Volkswagen Polo R WRC |
| 33 | 84ème Rallye Automobile Monte-Carlo      | 2016  | Julien Ingrassia | Volkswagen Polo R WRC |
| 34 | 64th Rally Sweden                        | 2016  | Julien Ingrassia | Volkswagen Polo R WRC |
| 35 | 34. ADAC Rallye Deutschland              | 2016  | Julien Ingrassia | Volkswagen Polo R WRC |
| 36 | 59ème Tour de Corse – Rallye de France   | 2016  | Julien Ingrassia | Volkswagen Polo R WRC |
| 37 | 52º Rally RACC Catalunya – Costa Daurada | 2016  | Julien Ingrassia | Volkswagen Polo R WRC |
| 38 | 72nd Wales Rally GB                      | 2016  | Julien Ingrassia | Volkswagen Polo R WRC |
| 39 | 85ème Rallye Automobile Monte-Carlo      | 2017  | Julien Ingrassia | Ford Fiesta WRC       |
| 40 | 51° Vodafone Rally de Portugal           | 2017  | Julien Ingrassia | Ford Fiesta WRC       |
| 41 | 86ème Rallye Automobile Monte-Carlo      | 2018  | Julien Ingrassia | Ford Fiesta WRC       |
| 42 | 32° Rally Guanajuato México              | 2018  | Julien Ingrassia | Ford Fiesta WRC       |
| 43 | 61ème Tour de Corse – Rallye de France   | 2018  | Julien Ingrassia | Ford Fiesta WRC       |
| 44 | 74th Wales Rally GB                      | 2018  | Julien Ingrassia | Ford Fiesta WRC       |
| 45 | 87ème Rallye Automobile Monte-Carlo      | 2019  | Julien Ingrassia | Citroën C3 WRC        |
| 46 | 33° Rally Guanajuato México              | 2019  | Julien Ingrassia | Citroën C3 WRC        |
| 47 | 12th Rally Turkey                        | 2019  | Julien Ingrassia | Citroën C3 WRC        |
| 48 | 34° Rally Guanajuato México              | 2020  | Julien Ingrassia | Toyota Yaris WRC      |

#### Victorii în JWRC
| # | Sezon | Raliu              | Țara     | Co-pilot         | Bolid            |
| - | ----- | ------------------ | -------- | ---------------- | ---------------- |
| 1 | 2008  | 22nd Rally Mexico  | Mexic    | Julien Ingrassia | Citroën C2 S1600 |
| 2 | 2008  | 26th Rally Jordan  | Iordania | Julien Ingrassia | Citroën C2 S1600 |
| 3 | 2008  | 27th Rally Germany | Germania | Julien Ingrassia | Citroën C2 S1600 |

#### Victorii în IRC
| # | Eveniment              | Sezon | Co-pilot         | Bolid             |
| - | ---------------------- | ----- | ---------------- | ----------------- |
| 1 | 77è Rallye Monte-Carlo | 2009  | Julien Ingrassia | Peugeot 207 S2000 |

#### Alte victorii
| # | Sezon | Raliu                        | Țara   | Co-pilot         | Bolid           |
| - | ----- | ---------------------------- | ------ | ---------------- | --------------- |
| 1 | 2010  | 26th Rallye della Lanterna   | Italia | Julien Ingrassia | Citroën C4 WRC  |
| 2 | 2011  | 26th Rallye National Vosgien | Franța | Julien Ingrassia | Citroën DS3 WRC |

### Recorduri în WRC
- Campion la cea mai mare diferență de puncte: 114 puncte de Thierry Neuville, în WRC 2013 (290 pct – Ogier vs. 176 pct – Neuville)
- Campion la cea mai mare diferență de puncte față de coechipierul său: 128 de puncte de Jari-Matti Latvala în WRC 2013
- Victorie la cea mai mică diferență: 0,2 secunde la Rally Jordan, pe 16 aprilie 2011
- Rata de victorii în etapele speciale dintr-un sezon: 46,25% (111 victorii din 240 de etape speciale)
- Rata de etape speciale ca lider dintr-un sezon: 62,92% (151 ES ca lider din 240 de etape speciale)
- Puncte acumulate într-un sezon: 290 pct în Campionatul Mondial de Raliuri 2013

## Rezultate în raliuri

### Rezultate complete în WRC
| An   | Echipa                  | Bolid                  | 1       | 2       | 3       | 4      | 5       | 6       | 7     | 8       | 9       | 10     | 11     | 12      | 13      | 14    | 15     | WDC  | Puncte |
| ---- | ----------------------- | ---------------------- | ------- | ------- | ------- | ------ | ------- | ------- | ----- | ------- | ------- | ------ | ------ | ------- | ------- | ----- | ------ | ---- | ------ |
| 2008 | Equipe de France FFSA   | Citroën C2 S1600       | MON     | SWE     | MEX 8   | ARG    | JOR 11  | ITA 22  | GRC   | TUR     |         | GER 19 | NZL    | ESP Ret | FRA 20  | JPN   |        | 21   | 1      |
| 2008 | Sébastien Ogier         | Citroën C2 R2          |         |         |         |        |         |         |       |         | FIN 35  |        |        |         |         |       |        | 21   | 1      |
| 2008 | Equipe de France FFSA   | Citroën C4 WRC         |         |         |         |        |         |         |       |         |         |        |        |         |         |       | GBR 26 | 21   | 1      |
| 2009 | Citroën Junior Team     | Citroën C4 WRC         | IRE 6   | NOR 10  | CYP Ret | POR 17 | ARG 7   | ITA Ret | GRE 2 | POL Ret | FIN 6   | AUS 5  | ESP 5  | GBR Ret |         |       |        | 8    | 24     |
| 2010 | Citroën Junior Team     | Citroën C4 WRC         | SWE 5   | MEX 3   | JOR 6   | TUR 4  | NZL 2   | POR 1   | BUL 4 |         | GER 3   |        | FRA 6  | ESP 10  |         |       |        | 4th  | 167    |
| 2010 | Citroën Total WRT       | Citroën C4 WRC         |         |         |         |        |         |         |       | FIN 2   |         | JPN 1  |        |         | GBR Ret |       |        | 4th  | 167    |
| 2011 | Citroën Total WRT       | Citroën DS3 WRC        | SWE 4   | MEX Ret | POR 1   | JOR 1  | ITA 4   | ARG 3   | GRE 1 | FIN 3   | GER 1   | AUS 11 | FRA 1  | ESP Ret | GBR 11  |       |        | 3rd  | 196    |
| 2012 | Volkswagen Motorsport   | Škoda Fabia S2000      | MON Ret | SWE 11  | MEX 8   | POR 7  | ARG 7   | GRE 7   | NZL   | FIN 10  | GER 6   | GBR 12 | FRA 11 | ITA 5   | ESP Ret |       |        | 10th | 41     |
| 2013 | Volkswagen Motorsport   | Volkswagen Polo R WRC  | MON 2   | SWE 1   | MEX 1   | POR 1  | ARG 2   | GRE 10  | ITA 1 | FIN 1   | GER 17  | AUS 1  | FRA 1  | ESP 1   | GBR 1   |       |        | 1st  | 290    |
| 2014 | Volkswagen Motorsport   | Volkswagen Polo R WRC  | MON 1   | SWE 6   | MEX 1   | POR 1  | ARG 2   | ITA 1   | POL 1 | FIN 2   | GER Ret | AUS 1  | FRA 13 | ESP 1   | GBR 1   |       |        | 1st  | 267    |
| 2015 | Volkswagen Motorsport   | Volkswagen Polo R WRC  | MON 1   | SWE 1   | MEX 1   | ARG 17 | POR 2   | ITA 1   | POL 1 | FIN 2   | GER 1   | AUS 1  | FRA 15 | ESP Ret | GBR 1   |       |        | 1st  | 263    |
| 2016 | Volkswagen Motorsport   | Volkswagen Polo R WRC  | MON 1   | SWE 1   | MEX 2   | ARG 2  | POR 3   | ITA 3   | POL 6 | FIN 24  | GER 1   | CHN C  | FRA 1  | ESP 1   | GBR 1   | AUS 2 |        | 1st  | 268    |
| 2017 | M-Sport WRT             | Ford Fiesta WRC        | MON 1   | SWE 3   | MEX 2   | FRA 2  | ARG 4   | POR 1   | ITA 5 | POL 3   | FIN Ret | GER 3  | ESP 2  | GBR 3   | AUS 4   |       |        | 1st  | 232    |
| 2018 | M-Sport Ford WRT        | Ford Fiesta WRC        | MON 1   | SWE 10  | MEX 1   | FRA 1  | ARG 4   | POR Ret | ITA 2 | FIN 5   | GER 4   | TUR 10 | GBR 1  | ESP 2   | AUS 5   |       |        | 1st  | 219    |
| 2019 | Citroën Total WRT       | Citroën C3 WRC         | MON 1   | SWE 29  | MEX 1   | FRA 2  | ARG 3   | CHL 2   | POR 3 | ITA 41  | FIN 5   | GER 7  | TUR 1  | GBR 3   | ESP 8   | AUS C |        | 3rd  | 217    |
| 2020 | Toyota Gazoo Racing WRT | Toyota Yaris WRC       | MON 2   | SWE 4   | MEX 1   | EST 3  | TUR Ret | ITA 3   | MNZ 1 |         |         |        |        |         |         |       |        | 1st  | 122    |
| 2023 | Toyota Gazoo Racing WRT | Toyota GR Yaris Rally1 | MON 1   | SWE     | MEX 1   | CRO 5  | POR     | ITA     | KEN   | EST     | FIN     | GRE    | CHL    | EUR     | JPN     |       |        | 3rd* | 69*    |

#### Rezultate complete în JWRC
| An   | Echipa                | Bolid            | 1     | 2     | 3     | 4   | 5     | 6       | 7     | JWRC | Puncte |
| ---- | --------------------- | ---------------- | ----- | ----- | ----- | --- | ----- | ------- | ----- | ---- | ------ |
| 2008 | Equipe de France FFSA | Citroën C2 S1600 | MEX 1 | JOR 1 | ITA 5 | FIN | GER 1 | ESP Ret | FRA 2 | 1st  | 42     |

### Sumar rezultate în WRC
| Sezon | Echipa                | Starturi | Victorii | Podiumuri | Victorii în etape speciale | Abandonuri | Puncte | Clasare finală |
| ----- | --------------------- | -------- | -------- | --------- | -------------------------- | ---------- | ------ | -------------- |
| 2008  | Private               | 8        | 0        | 0         | 1                          | 1          | 1      | 21st           |
| 2009  | Citroën Junior Team   | 12       | 0        | 1         | 13 **                      | 4          | 24     | 8th            |
| 2010  | Citroën Junior Team   | 10       | 1        | 4         | 27 *                       | 0          | 124    | 4th            |
| 2010  | Citroën Total WRT     | 3        | 1        | 2         | 10                         | 1          | 43     | 4th            |
| 2011  | Citroën Total WRT     | 13       | 5        | 7         | 56 **                      | 2          | 196    | 3rd            |
| 2012  | Volkswagen Motorsport | 12       | 0        | 0         | 1                          | 2          | 41     | 10th           |
| 2013  | Volkswagen Motorsport | 13       | 9        | 11        | 110 *                      | 0          | 290    | 1              |
| 2014  | Volkswagen Motorsport | 12       | 7        | 9         | 90                         | 1          | 242    | 1              |
| Total |                       | 83       | 23       | 34        | 308                        | 11         | 961    |                |

(*) including one ex-aequo stage win

(**) including two ex-aequo stage wins

### Rezultate în IRC
| An   | Participant              | Bolid             | 1       | 2   | 3   | 4   | 5       | 6   | 7   | 8   | 9   | 10  | 11  | 12  | WDC | Puncte |
| ---- | ------------------------ | ----------------- | ------- | --- | --- | --- | ------- | --- | --- | --- | --- | --- | --- | --- | --- | ------ |
| 2009 | BF Goodrich Drivers Team | Peugeot 207 S2000 | MON 1   | BRA | KEN | POR | BEL     | RUS | POR | CZE | ESP | ITA | SCO |     | 8   | 10     |
| 2010 | Sébastien Ogier          | Peugeot 207 S2000 | MON Ret | BRA | ARG | CAN | ITA Ret | BEL | AZO | MAD | CZE | ITA | SCO | CYP | –   | 0      |

## Other races

### Porsche Supercup
| An   | Echipa         | 1   | 2      | 3       | 4   | 5   | 6   | 7   | 8   | 9   | 10  | DC  | Puncte |
| ---- | -------------- | --- | ------ | ------- | --- | --- | --- | --- | --- | --- | --- | --- | ------ |
| 2013 | Porsche AG     | ESP | MON 13 | GBR     | GER | HUN | BEL | ITA | ABU | ABU |     | NC† | 0†     |
| 2014 | Team Project 1 | ESP | MON    | AUT Ret | GBR | GER | HUN | BEL | ITA | USA | USA | NC† | 0†     |

† As Ogier was a guest driver, he was ineligible to score points.